# Prodajus ovatus
Prodajus ovatus är en kräftdjursart som beskrevs av Pillai 1964. Prodajus ovatus ingår i släktet Prodajus och familjen Dajidae. Inga underarter finns listade i Catalogue of Life.